# Steinweg (Frankfurt am Main)
Der Steinweg ist eine Einkaufsstraße in der Innenstadt von Frankfurt am Main. Sie verbindet den zentralen Platz der Innenstadt, die Hauptwache, mit dem westlich davon gelegenen Goetheplatz. Sie ist seit Beginn der 1970er Jahre als Fußgängerzone ausgewiesen.

## Name
Der Steinweg bekam diese Bezeichnung nach der 1333 von Kaiser Ludwig dem Bayern genehmigten Stadterweiterung, als die zuvor außerhalb der dichtbesiedelten Altstadt gelegene Fläche mit einer neuen Stadtmauer eingefriedet wurde. Erstmals erwähnt wird der Steinweg 1341. Der Weg führte in Richtung Bockenheim und erhielt diesen Namen, weil er eine der ersten gepflasterten Straßen im mittelalterlichen Frankfurt war.

## Lage
Erstmals erwähnt wird der Steinweg in einer Ratsverordnung vom 30. September 1421, in der der Rat den Bürgern verbot, ihre Schweine auf offener Straße zu halten, weil dies den Straßen und den Einwohnern Schaden zufüge. Nur zur Tränke oder zur Mast durften sie noch über die Straßen getrieben werden.
Über den Steinweg führte die wichtige Verbindung von der Katharinenpforte, einem der drei durch die Staufenmauer in die Altstadt führenden Tore, zu den beiden westlichen Stadttoren: Über die Große Bockenheimer Gasse zum Bockenheimer Tor sowie über den Roßmarkt und die Große Gallusgasse zum Galgentor.
Von 1872 bis 1954 befuhr die Frankfurter Straßenbahn den Steinweg, bevor die Strecke in die parallel verlaufende Biebergasse verlegt wurde. Heute befindet sich im Steinweg ein Zugang zum unterirdischen S- und U-Bahnhof Hauptwache.
Das Straßenbild beherrscht der Turm der Katharinenkirche an der Hauptwache, der genau in der Blickachse des Steinwegs steht.
Das Angebot des Einzelhandels im Steinweg ist im Durchschnitt etwas hochwertiger als das auf der östlich benachbarten Zeil, die westliche Fortsetzung des Steinwegs, die Goethestraße, gilt als teuerste Einkaufsstraße der Stadt.

## Wichtige Bauten

### Hotel zum Schwan
Hauptartikel: Hotel zum Schwan

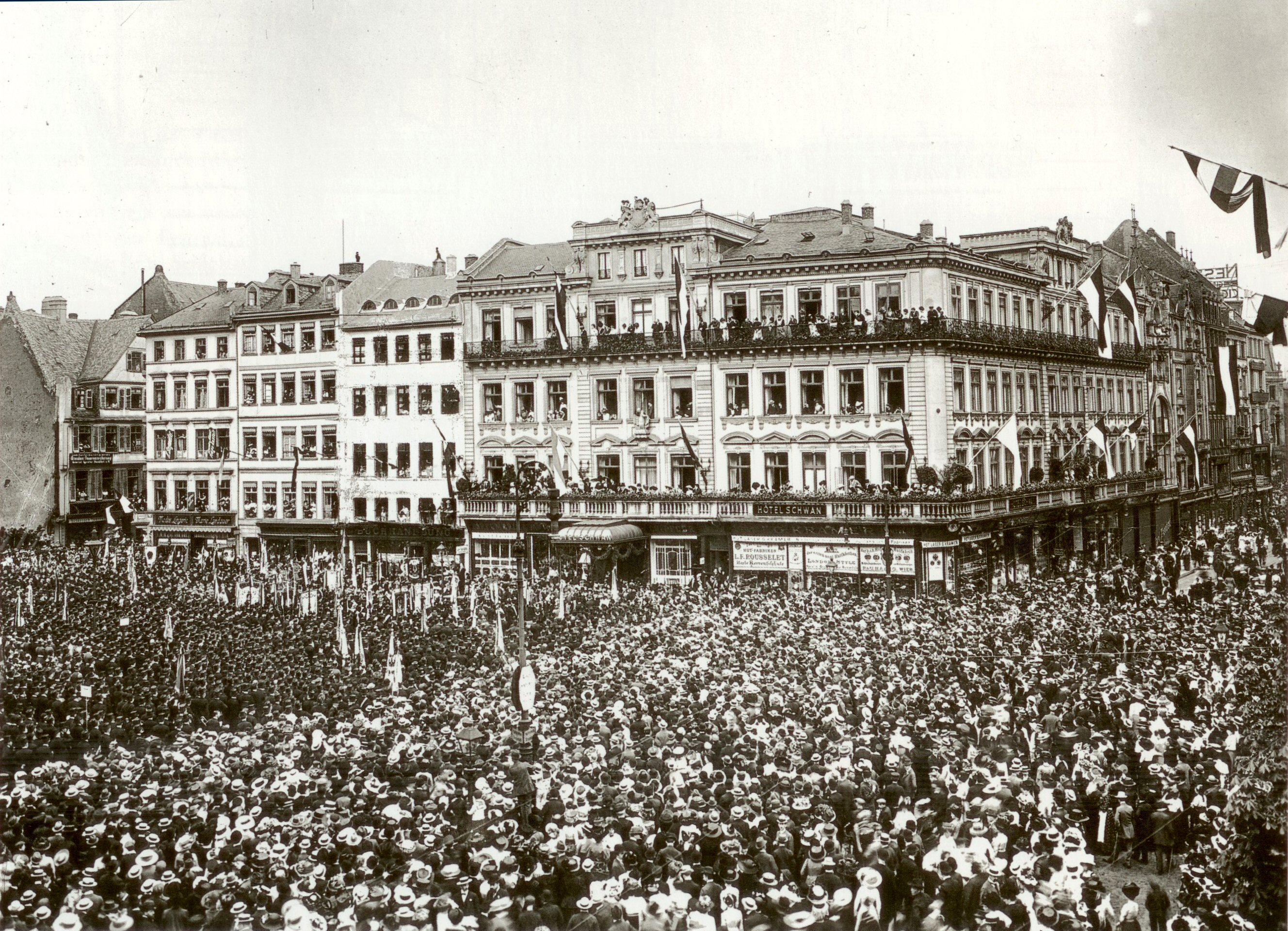
Goetheplatz mit Hotel Zum Schwan bei der Sedanfeier, 1895

Auf der nördlichen Straßenseite an der Ecke zum Goetheplatz stand bis zur Kriegszerstörung bei den Luftangriffen auf Frankfurt am Main im Jahr 1944 das noble Hotel zum Schwan.
Das Haus Zum Weißen Schwan im Steinweg wurde 1371 erstmals urkundlich erwähnt. Seit 1592 diente es als Gasthaus. 1791 ließ der Hotelier Jacob Fay den Schwan und die beiden angrenzenden Gebäude abreißen und einen Neubau im klassizistischen Stil errichten. Das Hotel mit seinen 150 Betten wurde zum angesehensten Quartier in Frankfurt und zählte viele prominente Gäste. Literarische Denkmäler wurden dem Schwan 1826 durch Wilhelm Hauff (Mitteilungen aus den Memoiren des Satans) und 1827 durch Ludwig Börne (Der Narr im Weißen Schwan) gesetzt. 1831 wurde der Schwan modernisiert. Neben einem neuen Speisesaal mit monumentalem Deckengemälde erhielt er als eines der ersten Häuser in Frankfurt eine Gasbeleuchtung.
Am 10. Mai 1871 wurde im Hotel zum Schwan durch Reichskanzler Otto von Bismarck und den französischen Außenminister Jules Favre der Friede von Frankfurt zwischen Frankreich und dem neu gegründeten Deutschen Reich unterzeichnet. Das „Friedenszimmer“, in dem die Unterzeichnung stattfand, wurde danach nie mehr vermietet.
Ende des 19. Jahrhunderts unterlag der Schwan der Konkurrenz durch die neu eröffneten Großhotels wie dem Frankfurter Hof. 1907 wurde das Hotel nochmals umgebaut, doch 1919 folgte die Schließung. Das Hotel wurde in ein Kino und Geschäftshaus umgebaut. Das Gebäude wurde 1944 im Bombenkrieg zerstört.
1949 wurde das Gebäude durch die Architekten Alois Giefer und Hermann Mäckler modern wiederaufgebaut. In den Nachkriegsjahrzehnten befanden sich hier mehrere Kinos, zuerst seit 1954 das Metro im Schwan, später das Bambi und 1967 das Palette. In den 1970er-Jahren wurden zusätzlich drei Kleinkinos (Metro 2–4) eingerichtet. 1987 zogen die Kinos aus, das Gebäude wurde zum Bücherkaufhaus (eine Filiale der Buchhandelskette Hugendubel) umgebaut.

### Hotel Weidenbusch

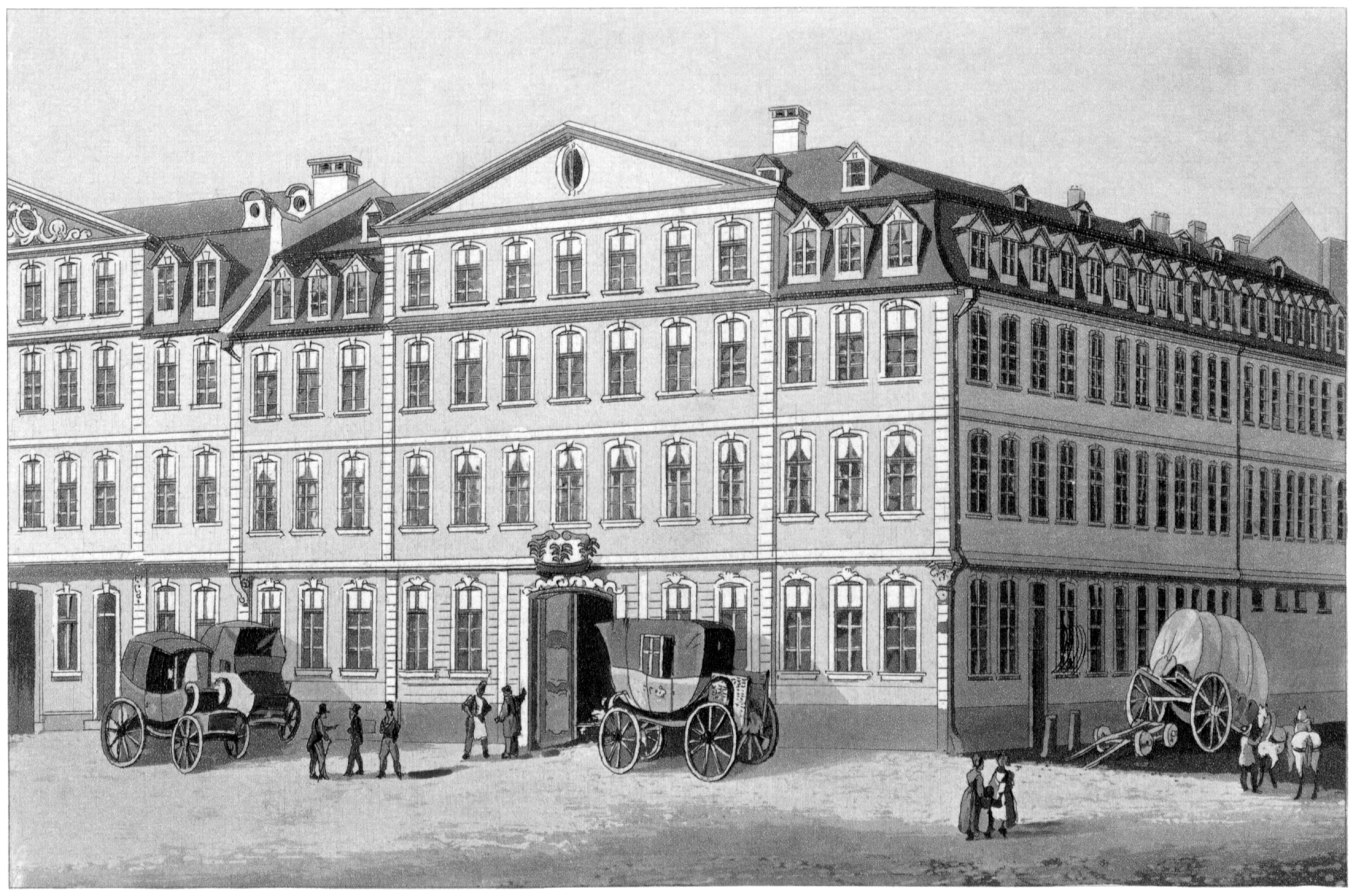
Der Weidenbusch, 1836

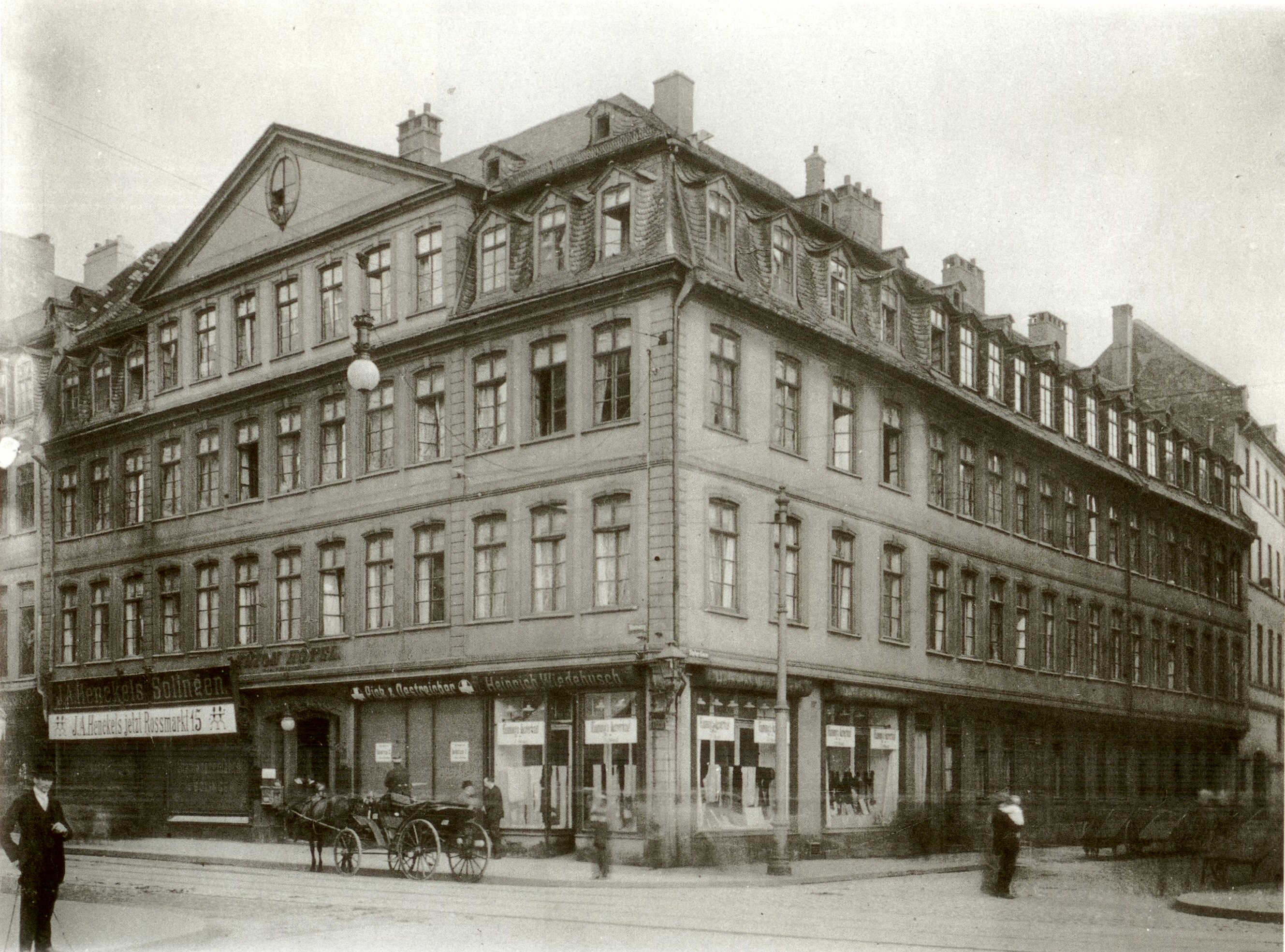
Das alte Hotel Weidenbusch, vor 1904

Ein weiteres bekanntes Gasthaus war das Hotel Weidenbusch, gegenüber vom Hotel Zum Schwan an der Ecke des Steinwegs und der schmalen Töpfengasse gelegen. Die heute nicht mehr existierende Töpfengasse entstand 1666, als der Rat auf dem Roßmarkt eine schmale Zeile von gleichartigen Reihenhäusern errichten, die sogenannten Neuen Häuser. Sie hatte ihren Namen von den früher hier gelegenen fliegenden Verkaufsstände für Töpferwaren aus dem Kannenbäckerland und aus Franken.
Der Weidenbusch wird seit Anfang des 18. Jahrhunderts als Gasthof erwähnt, sein Aufstieg begann jedoch erst um 1770, als Johann Martin Mohr einen spätbarocken Neubau für 400 Logiergäste errichten ließ. Der große Speisesaal konnte über 1000 Personen aufnehmen. Von 1832 bis 1860 diente er der Frankfurter Museumsgesellschaft als Konzertsaal, in dem berühmte Künstler wie Hector Berlioz, Felix Mendelssohn Bartholdy, Niccolò Paganini, Henri Vieuxtemps, Clara Schumann und Richard Wagner auftraten. Auch öffentliche Bankette fanden im Weidenbusch-Saal statt, darunter 1819 eine Feier zu Goethes 70. Geburtstag, die der Bankier Willemer veranstaltete. 
Während der Frankfurter Nationalversammlung trafen sich im Weidenbusch die „erbkaiserlichen“ Abgeordneten der rechten Mitte vor größeren Abstimmungen.
Nicht zuletzt fand der Weidenbusch auch in der Literatur Aufnahme. So erschien beispielsweise in Wilhelm Buschs 1874 erschienener Gedichtsammlung Kritik des Herzens das Gedicht Der Hausknecht in dem „Weidenbusch“.
1859 wurde das Hotel Weidenbusch umbenannt in Hotel de l’Union. 1905 wurde das alte spätbarocke Gebäude abgerissen und durch einen prunkvollen Neubau ersetzt. Nach der Zerstörung durch Bomben 1944 wurde der Weidenbusch in vereinfachter Form wiederaufgebaut und als Geschäftshaus genutzt. Anfang des 21. Jahrhunderts wurde das Haus Zum Weidenbusch mitsamt den gründerzeitlichen Nachbarbauten abgerissen und durch ein gläsernes Bürogebäude ersetzt. Die auf Druck der Denkmalbehörde stehengebliebene Fassade von 1907 wurde in den Neubau integriert. In dem Gebäude befindet sich heute eine Modeboutique.

### Mousonhaus

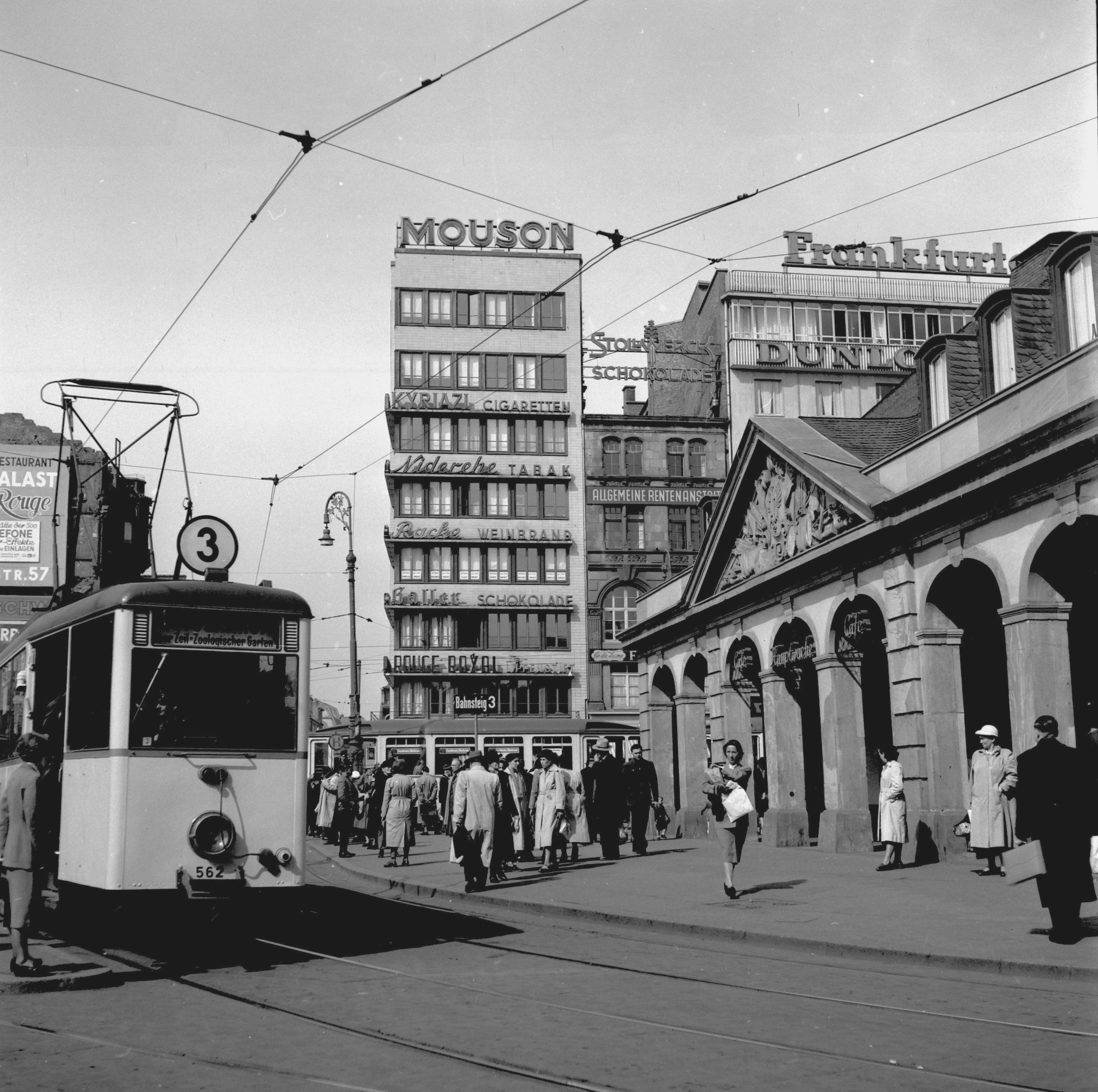
Blick von der Hauptwache in Richtung Steinweg, in der Mitte das Mouson-Haus, Mitte der 1950er Jahre

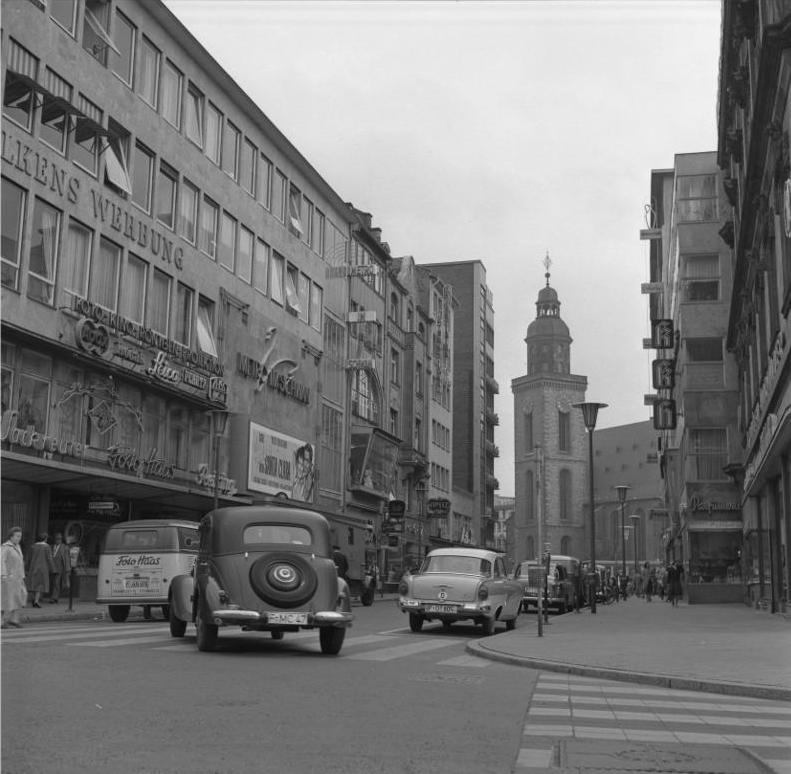
Straßenverkehr, 1958

1949 entstand an der Ecke von Steinweg und Hauptwache nach Plänen von Georg Scotti das „Mousonhaus“, ein siebenstöckiges Geschäftshaus im Bauhausstil als einer der ersten Neubauten nach dem Krieg. Im 18. Jahrhundert hatte sich hier eine  Schmiede befunden, später ein Geschäftshaus, an dessen Stelle 1897 ein prunkvoller Neubau im wilhelminischen Stil errichtet worden war. Das Mousonhaus wurde Ende der 90er Jahre abgerissen und durch einen postmodernen Neubau ersetzt.